# Zelenîi Hai, Bilozerka
Zelenîi Hai (în ucraineană Зелений Гай) este un sat în comuna Kîselivka din raionul Bilozerka, regiunea Herson, Ucraina.

## Demografie
Componența lingvistică a localității Zelenîi Hai
     Ucraineană (92,41%)
     Română (4,14%)
     Rusă (2,76%)
     Alte limbi (0,69%)
Conform recensământului din 2001, majoritatea populației localității Zelenîi Hai era vorbitoare de ucraineană (92,41%), existând în minoritate și vorbitori de română (4,14%) și rusă (2,76%).